# ボクサー (1970年の映画)
『ボクサー』（原題：The Great White Hope）は、1970年制作のアメリカ合衆国の映画。
黒人で初めてボクシングのヘビー級チャンピオンとなったが、白人女性と恋に落ちたために波乱の生涯を辿ったジャック・ジョンソンをモデルとしたハワード・サックラー作の舞台劇「偉大なる白人の希望」の映画化。マーティン・リット監督。舞台版でも主演したジェームズ・アール・ジョーンズとジェーン・アレクサンダーが同じ役で主演している。また、ジェーン・アレクサンダーはこれが映画デビュー作となった。

## あらすじ
20世紀初頭のアメリカ。黒人のヘビー級ボクシングチャンピオン、ジャック・ジェファーソンは、黒人から王座を奪い返すべく挑戦した“偉大なる白人の希望”をも打ち倒し、白人女性エレノアと恋に落ち、派手な生活を送る。
しかし、この行動は白人はもとより、同じ黒人からも反感を買ってしまう。そして州治安法違反の罪に問われたジャックは、エレノアと共にアメリカを去らざるを得なくなってしまう。
さらに、海外でのタイトル・マッチもアメリカの圧力で実現せず、次第に生活は行き詰まり、エレノアとの仲も険悪になってゆく。
やがてジャックは、アメリカ側から罪の免除と引き換えに八百長試合を持ちかけられるが、チャンピオンとしてのプライドが高い彼は頑としてこれを拒絶する。

## キャスト
- ジャック・ジェファーソン（モデルはジャック・ジョンソン）：ジェームズ・アール・ジョーンズ（吹替：小林清志）
- エレノア・バックマン：ジェーン・アレクサンダー
- ゴールディ：ルー・ギルバート
- ポップ：チェスター・モリス[5]
- ディクソン：ロバート・ウェッバー
- パール：ヴァージニア・ケイパーズ
- ティニー：ビア・リチャーズ
- ダン：R・G・アームストロング
- アル・キャメロン：ハル・ホルブルック
- フランク・ブレイディ：ラリー・ペネル
- スキピオ：モーゼス・ガン
- キッド：ジム・ビーティ
- カーニバルの客引き：スキャットマン・クローザース（クレジットなし）

※テレビ放送：TBSテレビ「月曜ロードショー」1978年7月31日

## 受賞・ノミネート
- 第43回アカデミー賞
  - 主演男優賞（ジェームズ・アール・ジョーンズ） - ノミネート
  - 主演女優賞（ジェーン・アレクサンダー） - ノミネート

- 第28回ゴールデングローブ賞
  - 主演男優賞 (ドラマ部門)（ジェームズ・アール・ジョーンズ） - ノミネート
  - 有望若手男優賞（ジェームズ・アール・ジョーンズ） - 受賞[6]